# Платинадилютеций
Платинадилютеций — бинарное неорганическое соединение
платины и лютеция
с формулой Lu2Pt,
кристаллы.

## Получение
- Сплавление стехиометрических количеств чистых веществ:

{\displaystyle {\mathsf {Pt+2Lu\ {\xrightarrow {1500^{o}C}}\ Lu_{2}Pt}}}

## Физические свойства
Платинадилютеций образует кристаллы
ромбической сингонии,
пространственная группа P nma,
параметры ячейки a = 0,6978 нм, b = 0,4630 нм, c = 0,8584 нм, Z = 4,
структура типа силицида дикобальта Co2Si
.
Соединение образуется по перитектической реакции при температуре ≈1500°С .